# 首爾大公園站
首爾大公園站（：／ Daegongwon yeok */?）是首都圈电铁4号线沿線的一座地下車站，位於韓國京畿道果川市果川洞與莫溪洞的邊界，韓語副站名為「首爾樂園」（서울랜드）。
2006年韓國鐵道公社曾指定本站為集團代表站的同時開設子公司。然而，為了業務的效率性、核心事業實行、現場中心的經營體系的確立，2009年時隨著組織的改編，與地域本部一同降格為普通站，只餘下顧客支援室的韓國鐵道100周年紀念印章。

## 車站構造
站體為2面2線側式月台的地下車站，候車月台設有月台幕門，並有5處出口。

### 月台配置
| ↑ 賽馬公園 |
| \| ２      |
| 果川 ↓     |

| 月台 | 路線             | 目的地                 |
| ---- | ---------------- | ---------------------- |
| 1    | ●首都圈电铁4号线 | 舍堂、首爾站、堂嶺方向 |
| 2    | ●首都圈电铁4号线 | 衿井、安山、烏耳島方向 |

## 歷史
- 1994年4月1日：果川線開通的同時開始營業。
- 2004年12月10日：鐵道乘車券終端機拆去。
- 2006年7月1日：獲韓國鐵道公社指定為集團代表站。
- 2009年9月1日：地域本部減少的同時降格為普通站。

## 車站周邊
- 首爾大公園
  - 首爾樂園（朝鲜语：서울랜드）
- 國立現代美術館
- 國立果川科學館（朝鲜语：국립과천과학관）

## 圖片

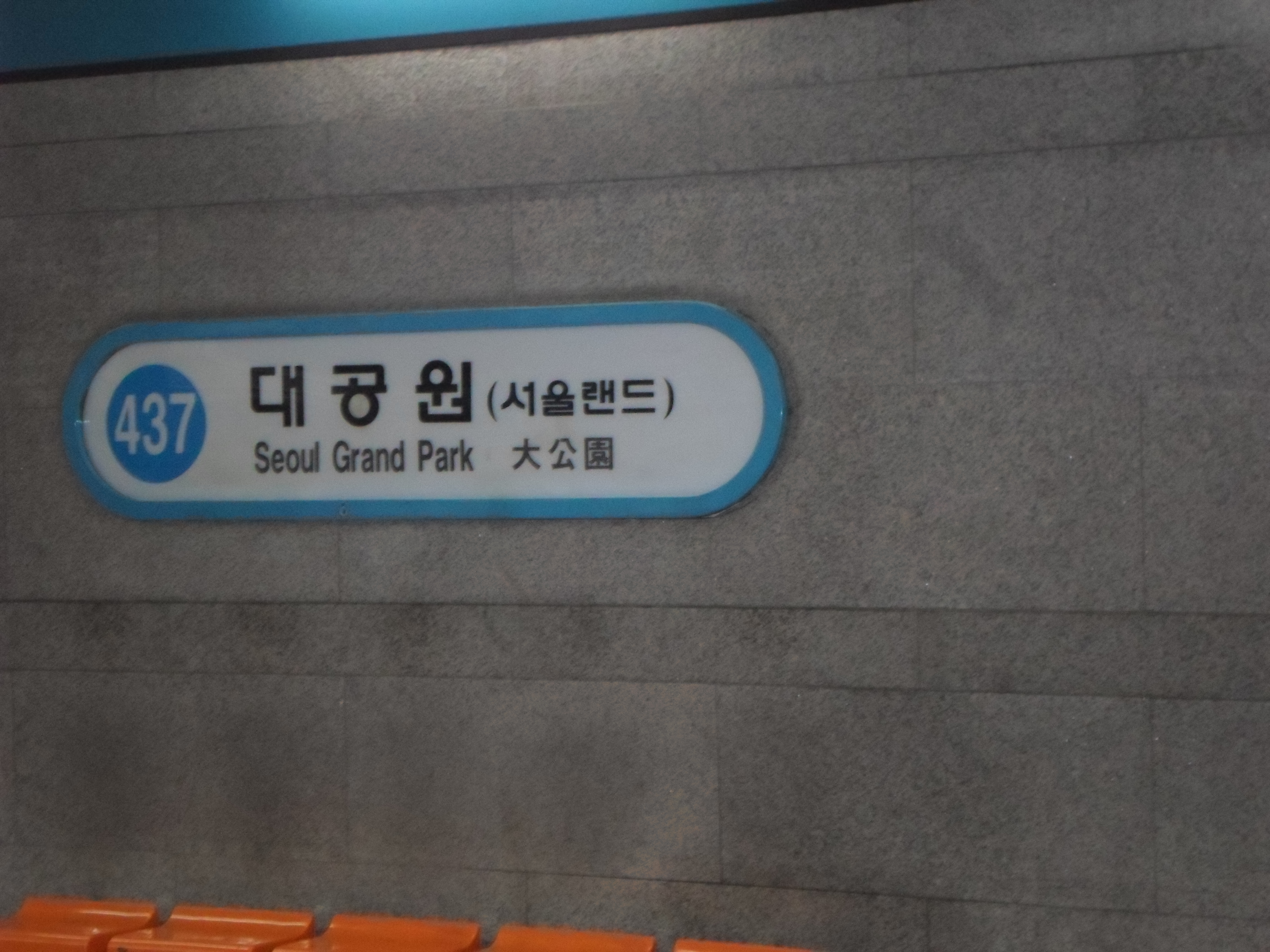
站名牌（舊式）
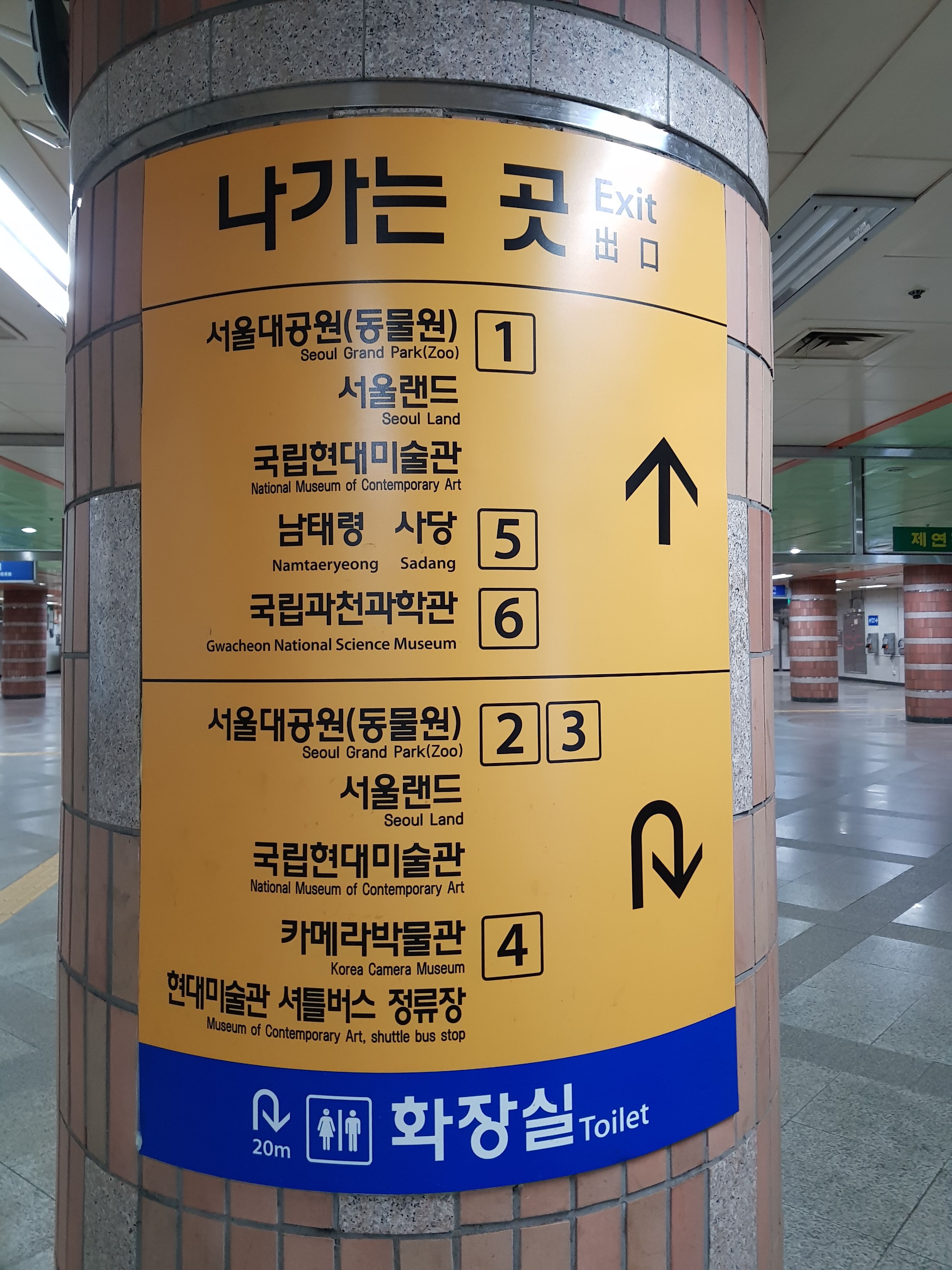
車站指示
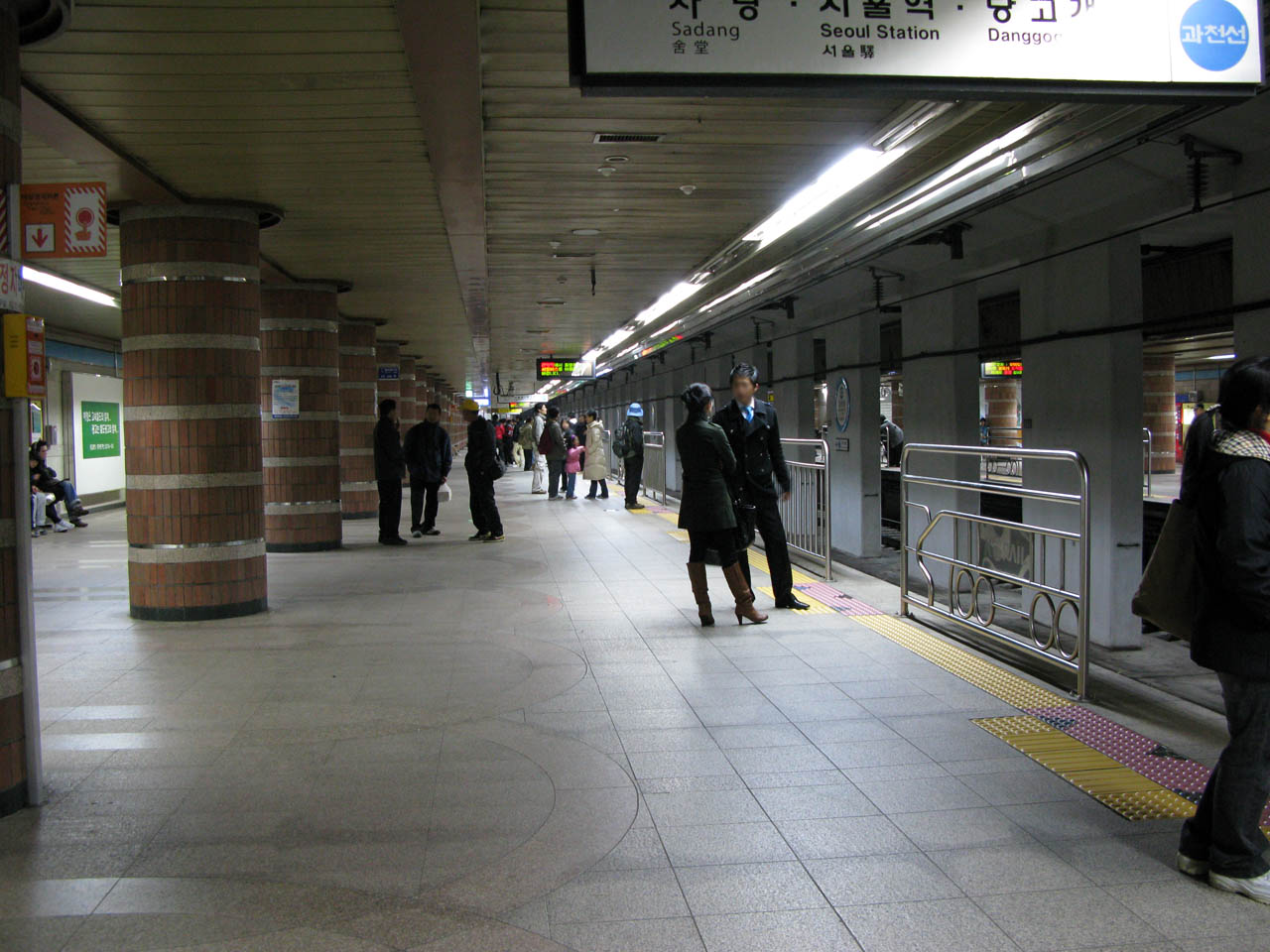
候車月台（尚未安裝月台門時）
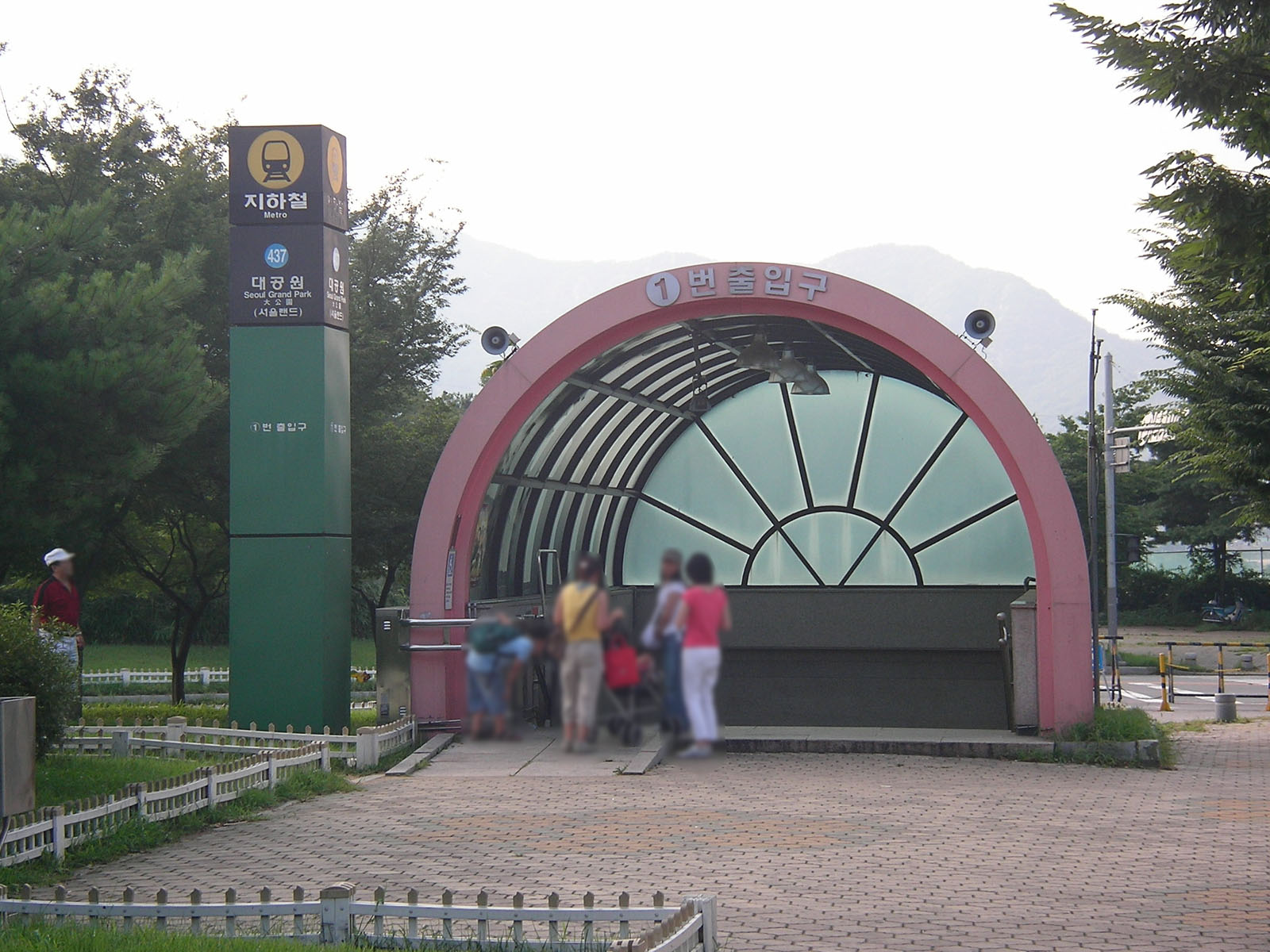
1號出口
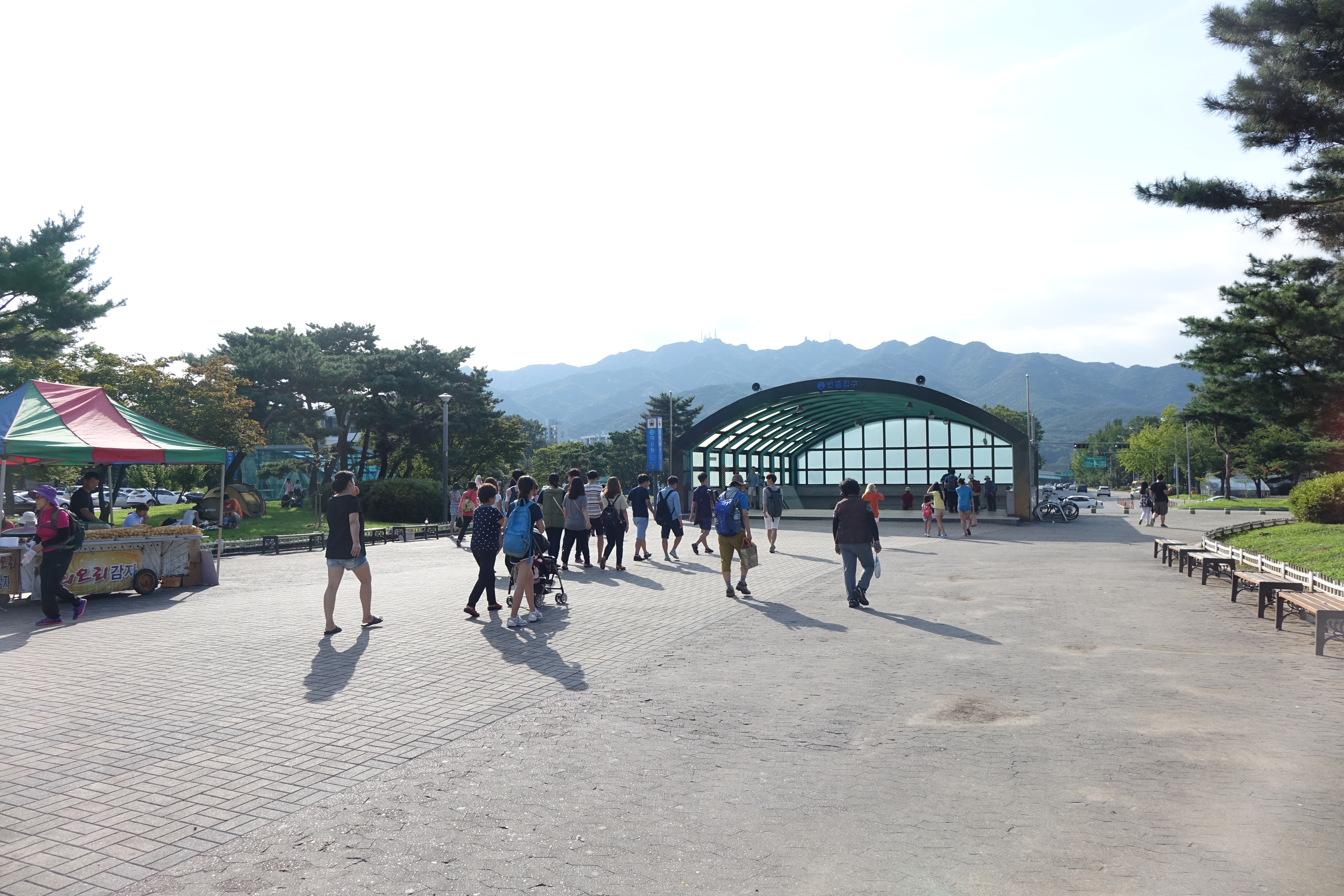
2號出口
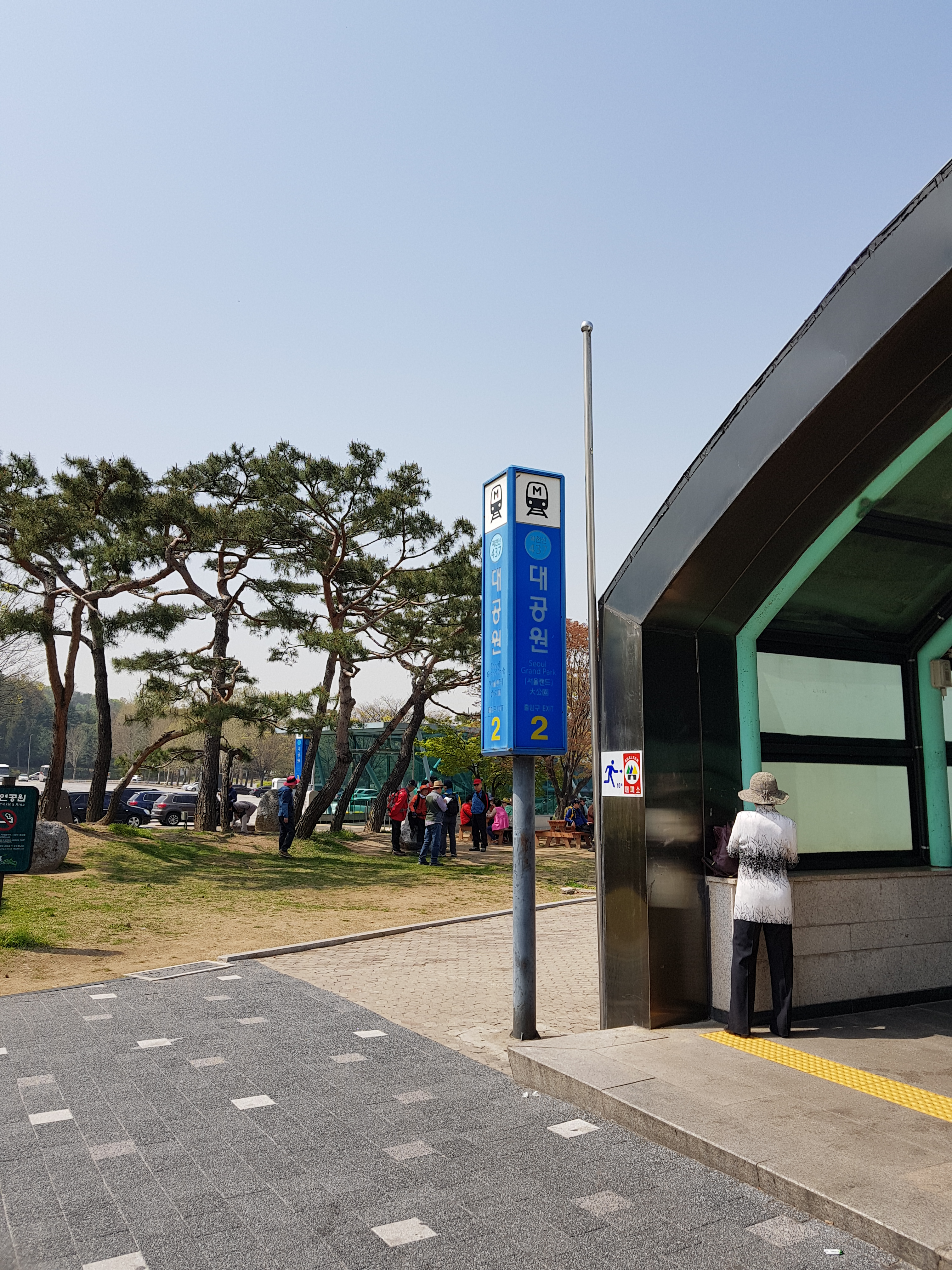
2號出口站牌
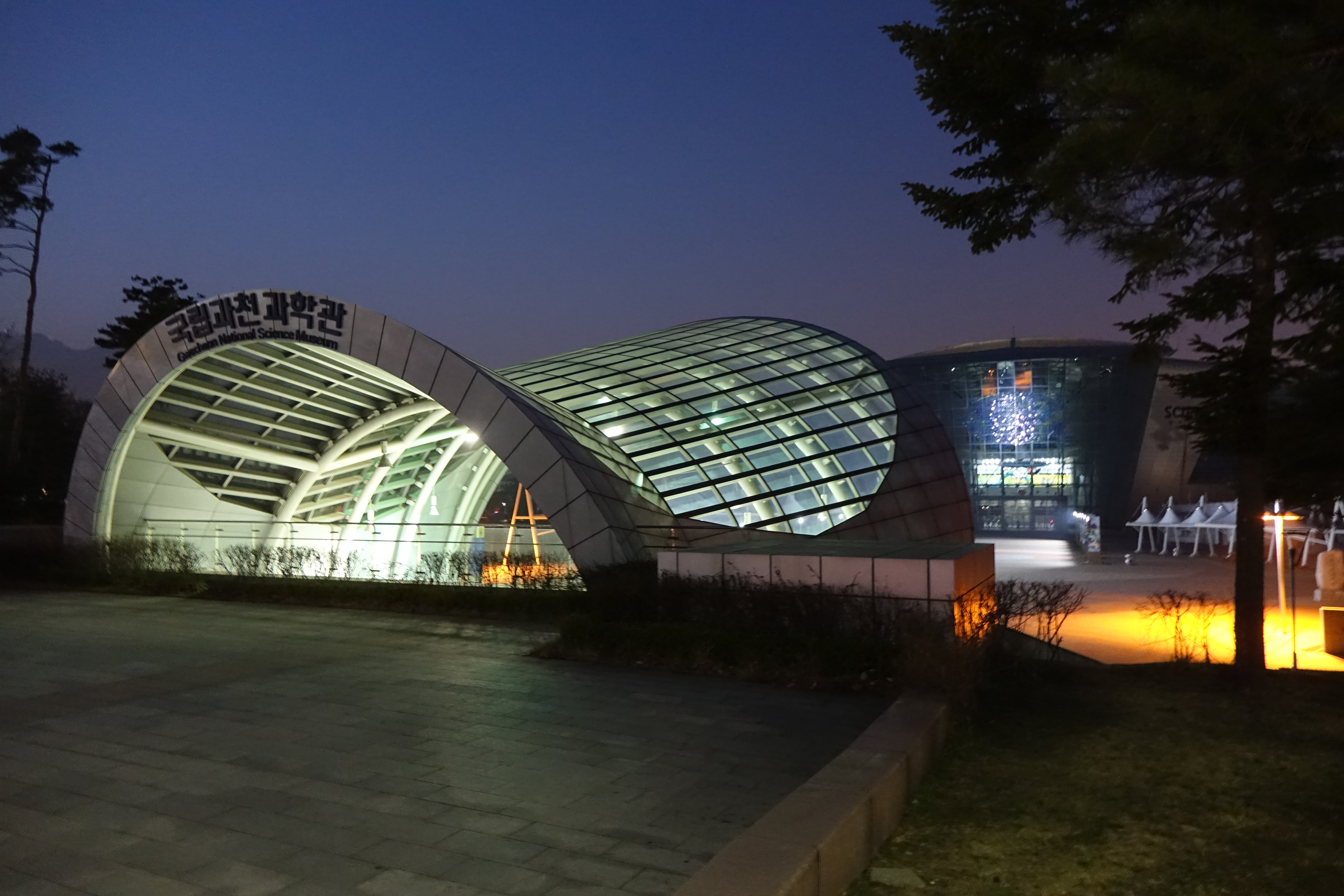
夜間出口
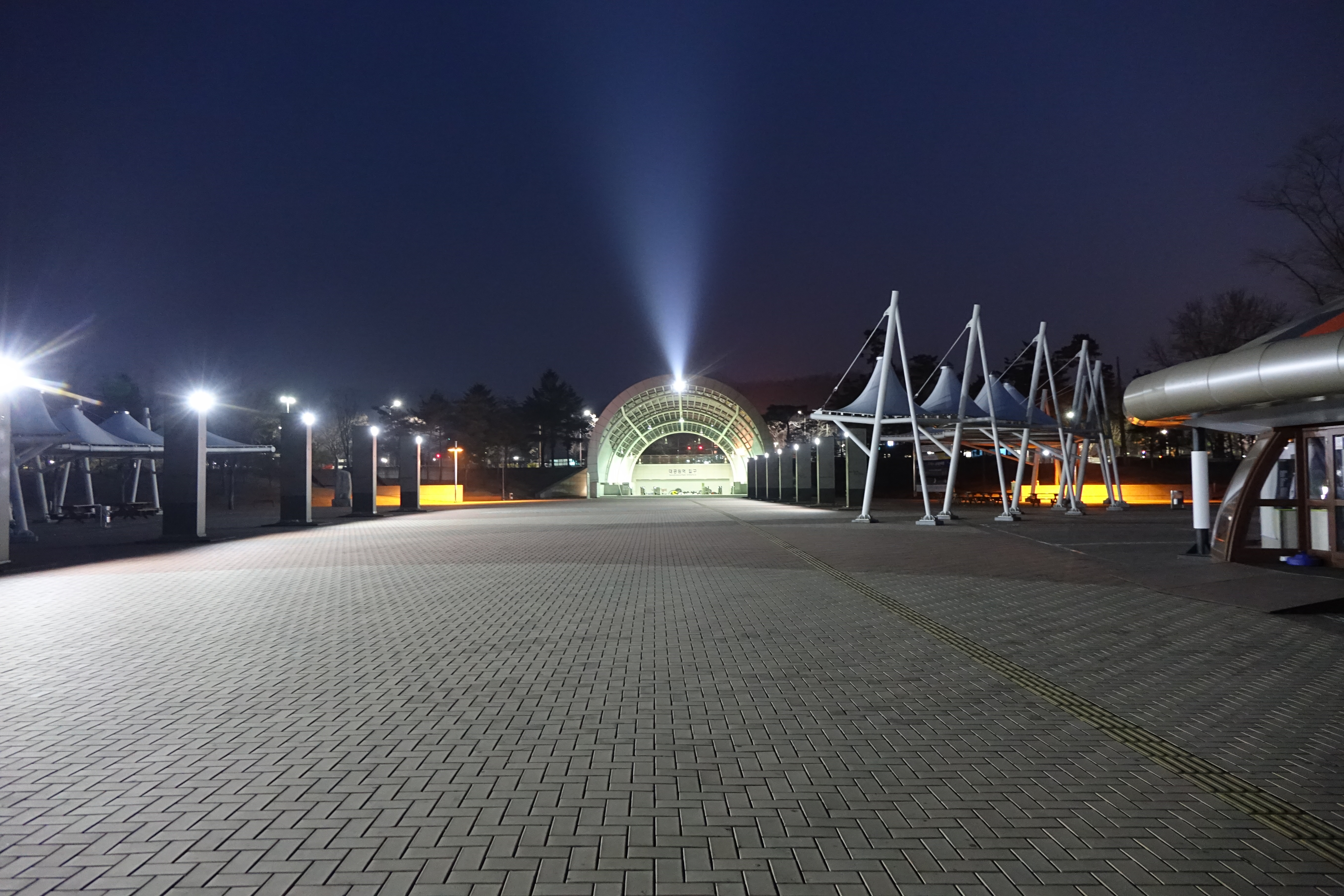
夜間出口

## 相鄰車站
韓國鐵道公社
●首都圈电铁4号线
急行、緩行
賽馬公園（436）－首爾大公園（437）－果川（438）